# 교반기

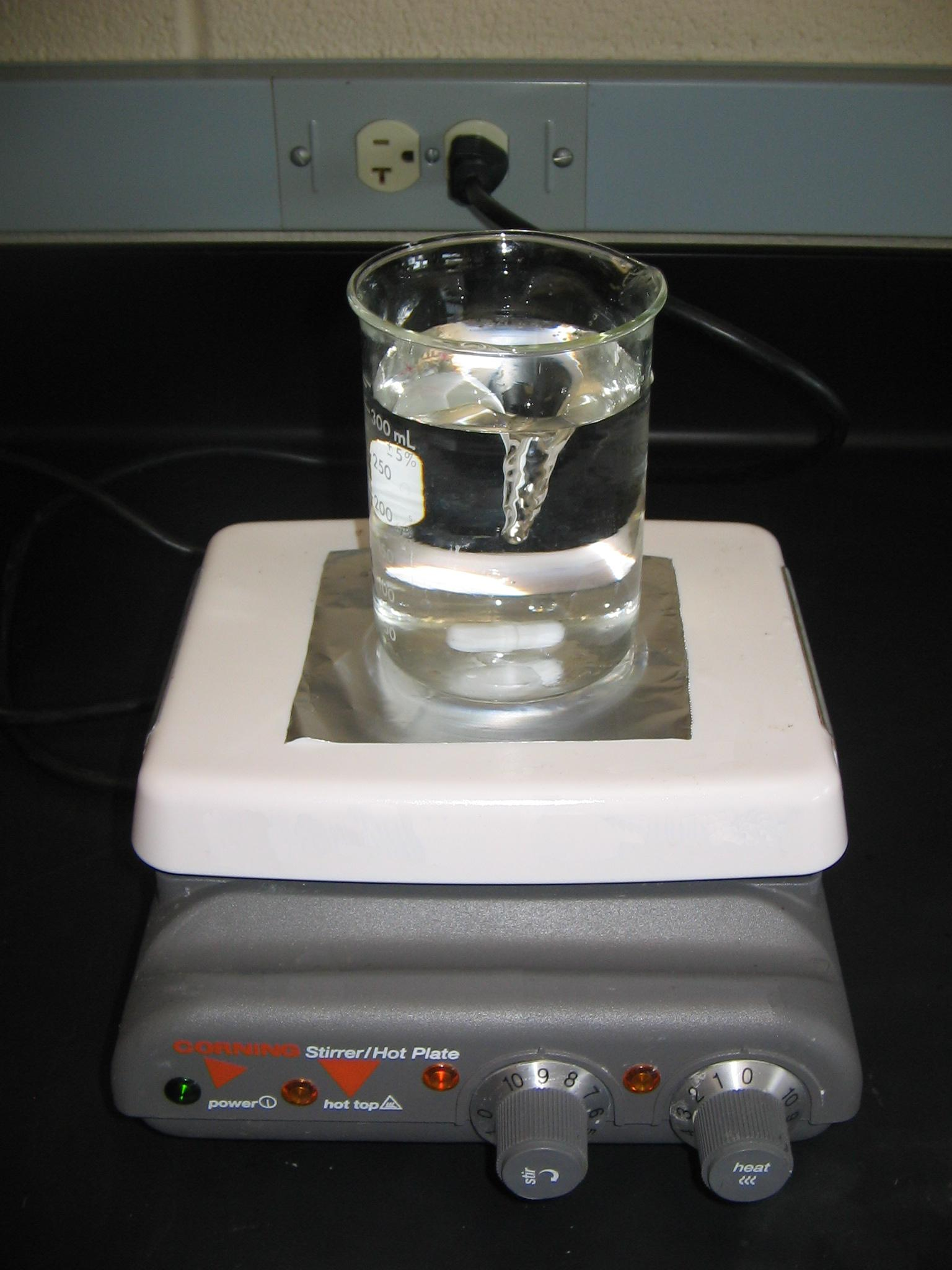
자기교반기

교반기(攪拌機, Magnetic stirrer)는 실험기구의 일종으로 액체를 휘젓는 데 쓰인다. 근래에는 대부분 자기력을 이용하는 자기교반기(磁氣攪拌機, magnetic stirrer)를 사용한다.